# Cheiracanthium potanini
Cheiracanthium potanini là một loài nhện trong họ Miturgidae.
Loài này thuộc chi Cheiracanthium. Cheiracanthium potanini được Ehrenfried Schenkel-Haas miêu tả năm 1963.